# Municipio de Bogue
El municipio de Bogue (en inglés: Bogue Township) es un municipio ubicado en el  condado de Columbus en el estado estadounidense de Carolina del Norte. En el año 2010 tenía una población de 3.058 habitantes.

## Geografía
El municipio de Bogue se encuentra ubicado en las coordenadas 34°18′7.61″N 78°35′23.04″O / 34.3021139, -78.5897333.